# Tadeusz Müller

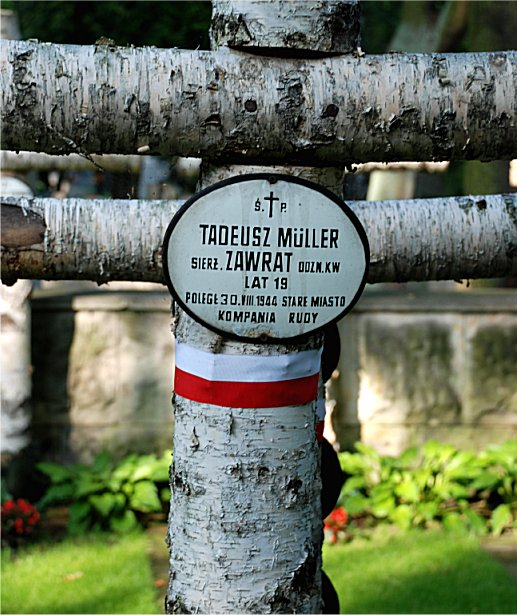
Na Powązkach Wojskowych

Tadeusz Müller ps. Zawrat (ur. 2 lutego 1925 w Krakowie, zm. 30 sierpnia 1944 w Warszawie) – sierżant, uczestnik powstania warszawskiego w szeregach III plutonu „Felek” 2. kompanii „Rudy” batalionu „Zośka” Armii Krajowej.

## Życiorys
Podczas okupacji hitlerowskiej działał w polskim podziemiu zbrojnym.
W powstaniu 1944 walczył ze swoim oddziałem na Woli i Starym Mieście.
Poległ 30. dnia powstania warszawskiego przy ul. Sapieżyńskiej w  budynkach „Fiata” na Starym Mieście. Miał 19 lat. Został odznaczony Krzyżem Walecznych. Pochowany w kwaterach żołnierzy i sanitariuszek baonu „Zośka” na Wojskowych Powązkach w Warszawie (kwatera A20-4-11).